# Simon de Graaff
Pour les articles homonymes, voir Graaff.
 (juin 2017).
Si vous disposez d'ouvrages ou d'articles de référence ou si vous connaissez des sites web de qualité traitant du thème abordé ici, merci de compléter l'article en donnant les références utiles à sa vérifiabilité et en les liant à la section « Notes et références ».
Simon de Graaff (né à Lisse le 24 août 1861 et mort à La Haye le 22 janvier 1953) est un homme politique néerlandais. Protestant conservateur, il a été ministre des Colonies de 1919 à 1925 puis de 1929 à 1933.